# Carl Hasse
Carl Hasse, född 1841 i Tönning (Schleswig), död 1922, var en tysk anatom.
Hasse, som blev professor i anatomi i Breslau 1873, utgav bland annat Anatomische studien (1870–1872), Beiträge zur allgemeinen stammesgeschichte der wirbeltiere (1883), Die formen des menschlichen körpers und die formveränderungen bei der atmung (1888–1890) och Kunststudien (1882–1894).